# Luigi Vincenzo Bernetti
Dom Frei Luigi Vincenzo Bernetti O.A.D. (Ponzano di Fermo, 24 de março de 1934 — Bom Jardim, 11 de agosto de 2017) foi um bispo católico natural da Itália, e segundo bispo da Diocese de Apucarana.
Dom Luis fez todos os seus estudos, desde o primeiro grau até a Teologia na Itália, fez Licenciatura em Teologia dogmática e pastoral na Universidade Lateranense em Roma e ainda fez Pedagogia e Orientação educacional na Faculdade de Nova Friburgo, no Rio de Janeiro. Professou seus votos em 25 de março de 1955 e foi ordenado ao sacerdócio em 1 de junho de 1958, na Arquidiocese de Fermo.
Foi pároco nas paróquias Santa Rita dos Impossíveis, no Rio de Janeiro; na paróquia Nossa Senhora da Conceição, em Bom Jardim, Diocese de Nova Friburgo. No Paraná foi pároco em Formosa do Oeste, na Paróquia Santo Antonio e na Paróquia Nossa Senhora Aparecida em Ouro Verde do Oeste, na Diocese de Toledo; na Paróquia Santa Terezinha em Ampére, na Diocese de Palmas-Francisco Beltrão. Foi reitor do seminário maior da Ordem dos Agostinianos Descalços, no Rio de Janeiro, foi Superior da Comunidade dos Agostinianos e foi eleito Superior Regional de sua Ordem para o Brasil. 
Pe. Bernetti foi apontado Bispo-auxiliar de Palmas-Francisco Beltrão em 12 de junho de 1996, com a sé titular de Rufiniana, recebendo a ordenação episcopal em 25 de agosto de 1996, através de Dom Agostinho José Sartori, em Ampére, acompanhado de Dom Lúcio Ignácio Baumgaertner e Dom Clemente José Carlos de Gouvea Isnard.
Aos 2 de fevereiro de 2005 foi nomeado pelo Papa João Paulo II como bispo da Diocese de Apucarana. Resignou, por idade, em 8 de julho de 2009.
Faleceu em 11 de agosto de 2017, na cidade de Bom Jardim (Rio de Janeiro) às 18h, onde vivia com os companheiros da Ordem dos Agostinianos Descalços, no Colégio e Seminário Santo Agostinho. Seu corpo, após Missa de corpo presente na Matriz de Bom Jardim, presidida por Dom Edney Gouvêa Mattoso, Bispo Diocesano de Nova Friburgo, foi translado para Apucarana, onde foi velado na Catedral Basílica Menor Nossa Senhora de Lourdes. Depois seu corpo foi levado ao município de Ampére, região sudoeste do Paraná, onde foi sepultado.  A CNBB, em nota, enviou condolências aos diocesanos pela morte de Dom Luiz e destacou o trabalho realizado por ele pela Igreja ao longo de sua vida. 